# Kruszynek (owady)
Kruszynek (Trichogramma) – rodzaj owadów błonkoskrzydłych z rodziny kruszynkowatych (Trichogrammatidae). Opisano ponad 200 gatunków kruszynków. 
Niewielkie owady o długości nie przekraczającej 1 mm (zwykle 0,3–0,5 mm). Larwy pasożytują na jajach owadów roślinożernych (entomofagi), przede wszystkim owocówek jabłkóweczek. Larwy żywią się jajem żywiciela. Kruszynki mają ogromne znaczenie w gospodarce człowieka. Wykorzystywane są do biologicznej kontroli populacji wielu szkodników upraw.